# Matrícula Consular
La Matrícula Consular de Alta Seguridad (MCAS), también conocida como Tarjeta de Identificación Consular Mexicana (TICM) o simplemente Matrícula Consular, es una tarjeta de identificación emitida por el Gobierno de México a través de sus oficinas consulares a nacionales mexicanos que residen fuera de México. También conocida como tarjeta CID mexicana, se emite desde 1871. La emisión de la tarjeta no tiene relación con el estatus migratorio en el país extranjero en el que residen. El propósito de la tarjeta de identificación consular es demostrar que el portador es un nacional mexicano que vive fuera de México. Incluye un número de identificación emitido por el Gobierno de México y lleva una fotografía y dirección fuera de México del ciudadano mexicano a quien se expide.

## Uso en los Estados Unidos
Varios estados, municipios y empresas de los Estados Unidos aceptan la Matrícula Consular como forma oficial de identificación. En 2002-2003 se emitieron dos millones de CID mexicanos. Varios países han seguido el ejemplo, incluidos Guatemala, Brasil y Ecuador. Otros países están considerando el programa, entre ellos: Colombia, El Salvador, Honduras, Nicaragua y Perú. Perú ha citado específicamente "la aceptación de la tarjeta CID mexicana en los Estados Unidos como un factor que contribuye a su interés en emitir una tarjeta CID". La Convención de Viena sobre Relaciones Consulares define las funciones consulares para incluir la emisión de pasaportes y documentos de viaje, y el Departamento de Estado de los Estados Unidos acepta que la emisión de tarjetas CID es una función consular permitida.
El 14 de septiembre de 2004, el Congreso de los Estados Unidos rechazó una moción para impedir que las instituciones financieras aceptaran identificaciones consulares. El Representante Tom Price anunció que el Comité de Servicios Financieros convocaría audiencias sobre los métodos permitidos por el Departamento del Tesoro de los Estados Unidos que se aplican al uso de la Matrícula Consular por parte de las instituciones bancarias con fines de verificación de identidad.
La FDIC dice que "anualmente se transfieren alrededor de 18 mil millones de dólares desde los Estados Unidos a México. Muchos bancos estadounidenses han acogido con agrado las identificaciones como una forma de obtener una parte de esta actividad al beneficiarse de los cargos de manejo de las transferencias y del aumento de los depósitos".

## Temas de seguridad

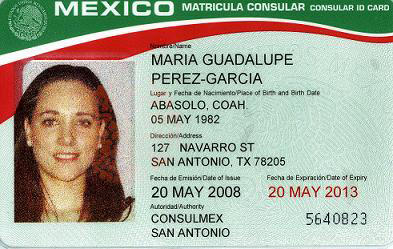
Tarjeta de matrícula consular mexicana emitida en 2008 (muestra).

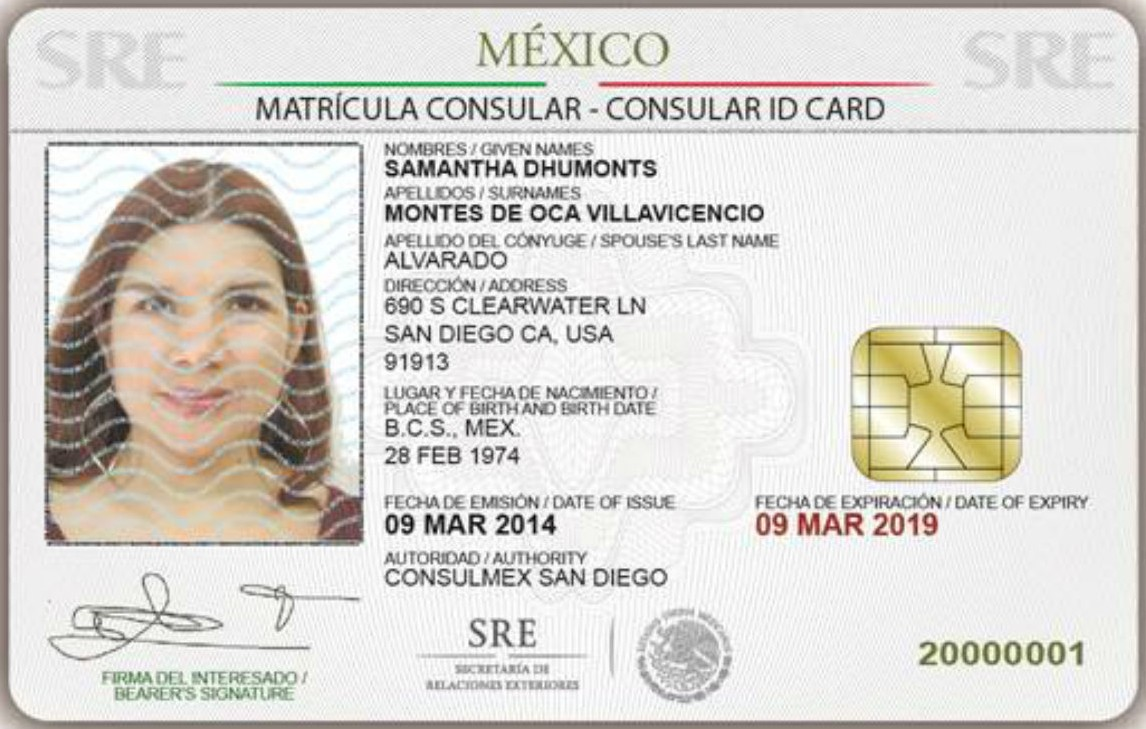
Tarjeta de matrícula consular mexicana emitida en 2014 (muestra). A partir del 1 de noviembre de 2014, las tarjetas de matrícula consular tienen medidas de seguridad adicionales que abordan preocupaciones de seguridad.

El exrepresentante de Nueva Jersey Scott Garrett (republicano) afirmó que el uso de tarjetas MCAS (Matrícula Consular de Alta Seguridad) por parte de inmigrantes indocumentados debilita las medidas establecidas por el Congreso de los Estados Unidos tras "el 11 de septiembre para salvaguardar a las empresas e instituciones financieras estadounidenses contra el fraude y el abuso". Los funcionarios encargados de hacer cumplir la ley de los Estados Unidos también citan que las tarjetas de Matrícula Consular son emitidas por el Consulado Mexicano sin verificar la autenticidad de la documentación de respaldo del solicitante. En testimonio ante el Comité Judicial del Senado el 26 de junio de 2003, el Buró Federal de Investigaciones (FBI) reveló e informó que la tarjeta Matrícula Consular es inherentemente poco confiable y no verificable como tarjeta de identificación y es altamente vulnerable al fraude, independientemente de sus características de seguridad. El FBI informó que debido a que México carece de una base de datos centralizada para sus CID, no pueden evitar que un individuo reciba múltiples CID y no pueden acceder a información sobre la identidad de un solicitante de CID. Un agente del FBI dijo que "los consulados mexicanos expedían tarjetas CID a personas que carecían de cualquier prueba de identificación, siempre y cuando llenaran un cuestionario y demostraran al funcionario consular que son quienes dicen ser". Los agentes antidrogas federales y locales de los Estados Unidos han descubierto que numerosos narcotraficantes no ciudadanos obtienen tarjetas de Matrícula Consular utilizando alias y que su uso en los Estados Unidos presenta a los Estados Unidos una grave amenaza criminal.
En una carta de 2003 dirigida al Secretario de Seguridad Nacional, Tom Ridge, por los presidentes del Comité de Seguridad Nacional, el Comité Judicial, el Subcomité de Asignaciones para Seguridad Nacional y el Subcomité Judicial de Tribunales, Internet y Propiedad Intelectual de la Cámara de Representantes de los Estados Unidos, se escribió que la Matrícula Consular "puede ser un documento perfecto para establecer una identidad falsa". Advirtieron que los delincuentes podrían explotar las tarjetas para ocultar su identidad, así como para lavar dinero y emitir cheques fraudulentos. Continuaron señalando que cualquier aceptación de las tarjetas por parte del Gobierno Federal "compromete nuestra seguridad nacional" al brindar una oportunidad para que los terroristas se muevan libremente por los Estados Unidos, aborden aviones y transfieran fondos para actividades terroristas.
En enero de 2003, Nancy Pelosi, la demócrata de mayor rango en la Cámara de Representantes de los Estados Unidos, impulsó un acuerdo de prueba para dar a los titulares de tarjetas de Matrícula Consular acceso al Edificio Federal Phillip Burton en San Francisco. Debido a preocupaciones de seguridad nacional, otros miembros del Congreso revocaron posteriormente el privilegio en el verano de 2003. En respuesta a esto, Pelosi argumentó que el voto para restringir el uso de la Matrícula Consular era "antihispano" y que "Nosotros en San Francisco sabemos que la Matrícula Consular funciona". La tarjeta Matrícula Consular ha sido adoptada por el Caucus Demócrata. El alcalde de San Francisco estableció una política en diciembre de 2001 para que la ciudad y el condado de San Francisco aceptaran el CID mexicano como una forma válida de identificación. La alcaldía emitió un comunicado de prensa afirmando que la tarjeta evitaría que aquellos miembros de la comunidad de inmigrantes mexicanos que carecen de una identificación aceptable sean encarcelados o deportados por cometer delitos menores.
El Departamento de Agricultura de los Estados Unidos advirtió que la tarjeta Matrícula Consular no es suficiente para determinar el estatus migratorio legal ni la elegibilidad para el Programa de Cupones para Alimentos de los Estados Unidos. El departamento también advirtió que las direcciones de domicilio que figuran en estas tarjetas pueden no estar actualizadas "dada la posible movilidad de esta población".
Banca en California, un programa lanzado por el gobernador Arnold Schwarzenegger en diciembre de 2008, alienta a las instituciones financieras a aceptar el CID mexicano, el CID guatemalteco y otras tarjetas CID como identificación principal para abrir cuentas bancarias.
El Centro de Estudios de Inmigración, una organización de investigación conservadora, argumentó en un informe de investigación que la Matrícula se está convirtiendo en un escudo que oculta la actividad criminal por dos razones: primero, la identidad del titular no fue verificada cuando se emitió la tarjeta, y segundo, la policía en es menos probable que las jurisdicciones que aceptan la Matrícula realicen verificaciones de antecedentes de los titulares de tarjetas detenidos por infracciones menores. La organización afirmó que la Matrícula Consular es útil en los Estados Unidos sólo para indocumentados, ya que los inmigrantes legales, cuentan con documentos emitidos por el gobierno de los Estados Unidos, y que el objetivo de los partidarios de la tarjeta es lograr un estatus cuasi legal para los "mexicanos ilegales en los Estados Unidos".
Los activistas antiinmigración también afirmaron que el Gobierno Federal de México respondió a los ataques del 11 de septiembre presionando agresivamente a favor de la identificación.

## Tarjeta de Identificación Consular Mexicana
La Tarjeta de Identificación Consular Mexicana (TICM), conocida oficialmente como Matrícula Consular de Alta Seguridad (MCAS), es un documento expedido por oficinas consulares de México que certifica la nacionalidad del portador y su registro como residente en el distrito consular correspondiente. Se emite de conformidad con la legislación mexicana sobre privacidad y con instrumentos jurídicos internacionales, como la Convención de Viena sobre Relaciones Consulares de 1963.
Históricamente, los consulados de México han emitido estas tarjetas a nacionales que residen en el extranjero, independientemente de su estatus migratorio. Esta práctica es común a nivel global, y tanto México como los Estados Unidos forman parte de los más de 180 países que han ratificado la Convención de Viena, la cual reconoce entre las funciones consulares la emisión de documentos y la protección de los intereses de los nacionales en el exterior.

### Fundamento jurídico
El artículo 5, inciso (d), de la Convención de Viena establece que las funciones consulares incluyen la expedición de pasaportes y documentos a los ciudadanos del Estado que envía. Los incisos (g) y (h) señalan que los consulados deben proteger los intereses de sus nacionales, especialmente en casos de fallecimiento o cuando se trata de menores. Las tarjetas de identificación consular se enmarcan dentro de estas atribuciones.

### Requisitos
Para tramitar una tarjeta de identificación consular, las personas mexicanas residentes en el extranjero deben presentar:
- Documento que acredite su nacionalidad mexicana;
- Identificación oficial con fotografía;
- Comprobante de domicilio dentro del distrito consular.

No se expide este documento a personas sujetas a proceso judicial o administrativo en México.

### Antecedentes
La MCAS fue creada en 2002. En 2006 se incorporaron medidas de seguridad adicionales, como datos biométricos y códigos de barras bidimensionales.
En 2014, la Secretaría de Relaciones Exteriores presentó un nuevo formato que incluyó elementos avanzados de seguridad como:
- Diseño guilloché (patrones complejos para evitar falsificación);
- Grabado láser;
- Imágenes fantasma y elementos visibles bajo luz ultravioleta;
- Códigos de barras 2D;
- Tinta nacarada;
- Microtextos y nanotextos;
- Laminados holográficos de seguridad;
- Chip criptográfico con datos cifrados.

### Uso en los Estados Unidos y el caso de Arizona
La tarjeta consular es aceptada como documento de identificación válido por instituciones bancarias, corporaciones, cuerpos de seguridad y autoridades gubernamentales en México y en varios estados de los Estados Unidos.
En Arizona, donde las personas de origen mexicano representan más de la mitad de la población nacida en el extranjero, este documento ha facilitado la apertura de cuentas bancarias, acceso a crédito y transacciones comerciales. También contribuye a fortalecer el mercado de remesas.

#### Antecedentes legislativos en Arizona
En 2011, la Ley SB1465 del Senado de Arizona prohibió que las agencias estatales y locales aceptaran la matrícula consular como forma válida de identificación, citando preocupaciones sobre su seguridad.
En 2015, el gobernador Doug Ducey emitió una proclama reconociendo a México como principal socio comercial del estado e instó a revisar dicha restricción.
A partir de 2019, el Consulado General de México en Phoenix, encabezado por el cónsul Jorge Mendoza Yescas, emprendió gestiones con autoridades locales y estatales para promover el reconocimiento de la tarjeta. Se realizaron visitas oficiales a más de 30 alcaldes, jefes de policía, legisladores, cámaras empresariales y académicos.
En 2020, los legisladores Tony Rivero, David Cook y Paul Boyer promovieron el proyecto de ley SB1420, que fue aprobado por la Legislatura estatal y firmado por el gobernador Ducey el 5 de marzo de 2021.
La ley permite a las autoridades de Arizona aceptar tarjetas consulares como la MCAS como forma válida de identificación.

### Presencia consular en Arizona
La red consular de México en Arizona se compone de dos consulados generales (Phoenix y Nogales) y tres consulados (Douglas, Tucson y Yuma).